# Renato Guerrini
Pour les articles homonymes, voir Guerrini.
Renato Guerrini (Abbadia San Salvatore en  province de Sienne, 4 juin 1938 - ) est un peintre réaliste italien contemporain.

## Biographie
Après des études à l'Institut d'art de Sienne, Renato Guerrini se détourne de l'enseignement trop académique à son goût pour un parcours autodidacte, et commence par travailler la céramique dans un atelier à Sienne jusqu'à sa première exposition personnelle de 1961 à Chianciano Terme qui le consacre auprès du public et des critiques. 
En 1965, il rencontre le peintre Emilio Montagnani qui devient son ami : il participe avec lui à une exposition à Munich et l'accompagne à Paris lors de son retour.
En 1966, il participe à la formation du groupe d'artistes II Pavone, et, en 1967, reprend ses recherches picturales en parcourant les Crete Senesi.
Après la consécration lors de plusieurs expositions, il part aux États-Unis en 1984 pour étudier la peinture américaine, puis, revenu en Italie, il ouvre un atelier à Cameri (Novara), jusqu'en 1989, où, épuisé par la vie milanaise effrénée, il rentre à  Abbadia San Salvatore. Il en restera plusieurs  Paysage milanais.

## Expositions
- 1963 : Sienne, Abbadia San Salvatore. 1er Premio al concorso nazionale di Arcidosso.
- 1964 : Fortezza Medicea de Montepulciano.
- 1965 :  Viareggio. Munich. Seravezza, Cerreto, Guidi, Abbadia San Salvatore, Montopoli.
- 1966 :  Viareggio. 5e prix à Munich  sur 279 artistes italiens.
- 1967 :  Sala dei Mille de Certaldo.
- 1969 : XXVI Biennale Nazionale de Milan.
- 1971:  San Gimignano avec  Aleardo Paolucci.
- 1973. 1er à la  Mostra di Vico d'Elsa avec les félicitations  d'Ernesto Treccani et d'Enzo Carli.
- 1974 :  Grosseto.
- 1977 : Florence, Galleria Teorema. Milano à la  Galleria Diarcon. IX Biennale à Sarzana.
- 1978 : esquisse  Ed'une grande statue en bronze cd'une chapelle privée en  Piémont.
- 1979 :  Acquapendente, Palazzo Piccioni.
- 1980 : Pienza, Palazzo Civico, ravec d'autres peintres toscans contemporains.
- 1981 : Abbadia San Salvatore.  Assise,  Palazzo Comunale. Arcidosso, au Palazzo Comunale.
- 1982-1983 :  Fortezza de Montalcino.  Castello di Bolsena.
- 1985 :  Castiglione d’Asti, Monastero di Tinella avec une Deposizione en terracotta ceramicata. Abbadia San Salvatore pour le  950e anniversaire de l'abbaye San Salvatore.
- 1986 :  Cameri au Palazzo Comunale.  IV Biennale d'arte sacra à Sienne.
- 1987 :  Milan, Museo della scienza e della tecnica. Montepulciano.
- 1990 Mostra al Castello di San Giovanni d’Asso. Nel settembre apre uno studio al centro di Roma per provare l'impatto del caos di una grande città sulla sua pittura tendenzialmente intimistica. I risultati, stando al giudizio dei critici sono di alta qualità.
- 1991 : Rome, Galleria Athena Arteet  Galleria André.
- 1994 :  Rome, Galleria "André". A.R.G.A.M. Primaverile Romana. Arte Fiera à Bologne.
- 1995:  Rome. Bologne. Abbadia San Salvatore. Bourbon St. Gallery, New Orleans (États-Unis). 1er au Freya Stark, commune de Asolo.
- 1996 :  Roma, Galleria Lazzari.
- 1996 : Rome, Galleria Athena Arte.
- 1997 : Matera, Palazzo Acito.
- 1998 : Rome, Galleria Athena Arte

## Œuvres
- Figura distesa, huile sur toile de 100 × 150 cm
- Nudo, 35 × 45 cm
- Sequenza di figure, 100 × 150 cm
- Figura in verde, huile sur toile de 50 × 60 cm
- Femmes qui dansent voir : Tableau de Renato Guerrini (1938-)
- Paysages milanais (période de son atelier à Cameri)

- Peintures sur la vie des mineurs du Mont Amiata :
  - Contestazione (1967)
  - Frana in miniera (1973)
  - Interno galleria (1975)
  - La sciolta (1975)
  - Costruzione galleria (1981)

## Sources
- Plaquette de l'exposition Spiragli - luci dalla miniera, Parco Nazionale - Museo delle Miniere dell'Amiata,